# Mochlosoma lacertosum
Mochlosoma lacertosum là một loài ruồi trong họ Tachinidae.